# Hombre de hoy
Hombre de hoy es el nombre del quinto álbum de estudio de la banda de Hard Rock argentina El Reloj. Fue grabado y editado en 1999.

## Lista de canciones
| N.º   | Título                     | Duración |  |
| 1.    | «Pasaje a la oscuridad»    | 4:49     |  |
| 2.    | «Las campanas del dolor»   | 4:17     |  |
| 3.    | «Canción para un amigo»    | 3:38     |  |
| 4.    | «El viejo Serafín»         | 7:09     |  |
| 5.    | «Desaparecidos»            | 5:02     |  |
| 6.    | «El mercader»              | 4:48     |  |
| 7.    | «Estamos de vuelta»        | 4:49     |  |
| 8.    | «Hombre de hoy»            | 6:26     |  |
| 9.    | «Camino al triunfo»        | 3:32     |  |
| 10.   | «El juego de la serpiente» | 5:16     |  |
| 11.   | «No venimos solo»          | 4:09     |  |
| 54:05 |                            |          |  |